# Rhodeus amurensis
Rhodeus amurensis és una espècie de peix cipriniforme de la família dels ciprínids que es troba al riu Amur.